# Arna Kirke
Arna kirke er en langkirke fra 1864 beliggende i Indre Arna i Bergen kommune, Hordaland, Norge. Kirken er bygget i sten og har 500 siddepladser. Arkitekt var Frederik Hannibal Stockfleth.
I september 2009 blev orglet repareret for ca. en halv million kroner. Orglet blev bygget i 1955 men blev ikke fuldt opstillet – delvist på grund af pladsmangel. Ved reperationen fik det piber fra blandt andet orglet i Ytre Arna kirke så det nu er færdigbygget.

## Kirker i Arna
Arna kirke – Takvam kapell – Trengereid bedehuskapell – Ytre Arna kirke